# Усть-Вымский уезд
Усть-Вы́мский уе́зд — уезд в АО Коми (Зырян), существовавший в 1922—1929 годах.

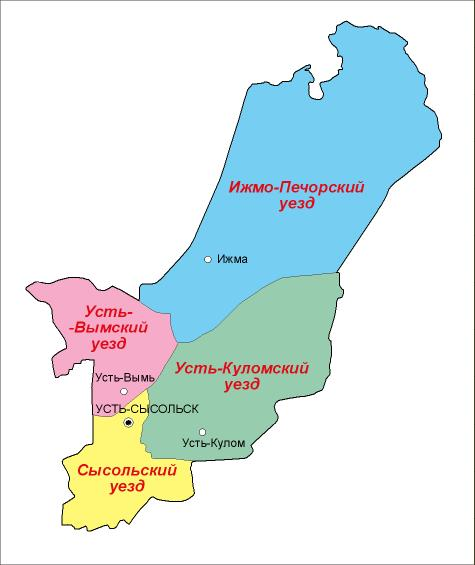
Уезд в составе АО коми (зырян)

Усть-Вымский уезд с центром в селе Усть-Вымь был образован 2 мая 1922 года согласно Декрету Всероссийского Центрального исполнительного комитета об административном делении Автономной области Коми. Он был выделен из Яренского уезда; разделение происходило по критерию национального состава населения, волости с преимущественно русским населением остались в Яренском уезде. 15 июля 1929 года все уезды АО Коми (Зырян) были упразднены, а вместо них созданы районы.
По данным 1926 года в уезд входила 21 волость: Айкинская, Вожгортская, Гамская, Глотовская, Ёртомская, Жешартская, Ибская, Каквицкая, Косланская, Княжпогостская, Онежская, Полевицкая, Прокопьевская, Селибская, Серёговская, Серёгово-Горская, Турьинская, Усть-Вымская, Часовская, Чупровская, Шешецкая.
В уезде на 1926 год проживало 46,9 тыс. жителей. Все они жили в сельской местности.
В 1929 году вместо упразднённого Усть-Вымского уезда был образован Удорский район и Усть-Вымский район.